# NGC 5557
NGC 5557 est une galaxie elliptique située dans la constellation du Bouvier. Sa vitesse par rapport au fond diffus cosmologique est de 3 395 ± 13 km/s, ce qui correspond à une distance de Hubble de 50,1 ± 3,5 Mpc (∼163 millions d'al). NGC 5557 a été découverte par l'astronome germano-britannique William Herschel en 1785.
À ce jour, une quinzaine de mesures non basées sur le décalage vers le rouge (redshift) donnent une distance de 38,113 ± 11,209 Mpc (∼124 millions d'al), ce qui est à l'intérieur des valeurs de la distance de Hubble. Notons cependant que c'est avec la valeur moyenne des mesures indépendantes, lorsqu'elles existent, que la base de données NASA/IPAC calcule le diamètre d'une galaxie et qu'en conséquence le diamètre de NGC 5557 pourrait être d'environ 33,4 kpc (∼109 000 al) si on utilisait la distance de Hubble pour le calculer.

## Supernova
La supernova SN 2013gn a été découverte dans NGC 5557 le 16 novembre 2013 à Yamagata au Japon par l'astronome japonais Koichi Itagaki. Cette supernova était de type Ia.

## Groupe de NGC 5557
NGC 5557 est la galaxie la plus brillante d'un groupe de galaxies qui porte son nom. Le groupe de NGC 5557 décrit par Abraham Mahtessian dans un article publié en 1998 compte sept membres. Les six autres galaxies du groupe sont NGC 5529, NGC 5544, NGC 5545, NGC 5589, NGC 5590 et NGC 5596.
A. M. Garcia mentionne aussi ce groupe, mais la galaxie NGC 5529 ne figure pas dans sa liste alors que les six autres y sont.